# Natalie Portman
Neta-Lee Hershlag (en hebreo: נטע-לי הרשלג‎; Jerusalén, 9 de junio de 1981), más conocida como Natalie Portman, es una actriz, directora, productora y psicóloga israelí-estadounidense. Es una de las pocas actrices que ha ganado los cuatro premios más importantes del cine por una misma película: el Óscar (mejor actriz), el BAFTA (a la mejor actriz), el Globo de oro (a la mejor actriz en un drama) y el Premio del Sindicato de Actores (a la mejor actriz protagonista) por su trabajo en Black Swan (2010), del director Darren Aronofsky.
Debutó en el cine en la película francesa Léon (1994), donde encarnó el papel de una huérfana que es salvada por un asesino a sueldo. En la década de 1990, interpretó varios papeles protagonistas en filmes como Beautiful Girls y Anywhere But Here. En 1999, mientras trabajaba en la filmación de Star Wars, ingresó en la Universidad de Harvard en la carrera de psicología, especialidad psicología educativa y obtuvo su licenciatura en 2003. Prosiguió sus estudios en el Yale, donde amplió su estudios de doctorado en psicología educativa.
En 2001, participó en la obra de teatro La gaviota del escritor ruso Antón Chéjov, la cual se estrenó en el Public Theater de Nueva York. En 2005, por su actuación en el drama Closer, fue acreedora de un Globo de Oro a la mejor actriz de reparto y fue nominada a un premio Óscar en la misma categoría. Para su papel protagonista en V de Vendetta se rapó la cabeza y aprendió a hablar con acento británico, su actuación le valió un premio Saturn a la mejor actriz. Posteriormente, interpretó el papel principal en las películas históricas Los fantasmas de Goya (2006) y The Other Boleyn Girl (2008). En mayo de 2008, se convirtió en el miembro más joven del jurado de la 61.ª edición del Festival de Cannes. Ese mismo año, debutó como directora en el cortometraje Eve, el cual fue estrenado en la 65.ª edición del Festival Internacional de Cine de Venecia.
Es conocida por interpretar a Padmé Amidala en la segunda trilogía de Star Wars, Star Wars: Episodio I - La amenaza fantasma (1999), Star Wars: Episodio II - El ataque de los clones (2002), Star Wars: Episodio III - La venganza de los Sith (2005) y a Jane Foster en las películas del universo cinematográfico de Marvel Thor (2011), Thor: Un mundo oscuro (2013), Avengers: Endgame (2019), y Thor: Love and Thunder (2022).
Además de ser copropietaria del equipo de fútbol Angel City FC de la NWSL fundado el 21 de julio de 2020.

## Biografía

### Primeros años
Portman nació en Jerusalén, Israel. es hija única de Avner Hershlag, un médico especialista en fertilidad y su madre, Shelley Stevens, es una ama de casa estadounidense que trabaja como su agente artística. Sus antepasados maternos fueron inmigrantes judíos de Rusia y Austria y sus antepasados paternos, judíos que se trasladaron a Israel desde Polonia y Rumania. Su abuelo materno, quien perdió a sus padres en Auschwitz, fue profesor de economía en Israel y su bisabuela, originaria de Rumania, sirvió como espía para el Servicio de Inteligencia Británico durante la Segunda Guerra Mundial. Los padres de Portman se conocieron en el centro de estudios judaicos de la Universidad Estatal de Ohio. Intercambiaron correspondencia después de que su padre retornara a Israel y años más tarde, cuando su madre fue de visita, contrajeron matrimonio. En 1984, cuando Portman tenía tres años de edad, se trasladó con su familia a los Estados Unidos, donde su padre continuó su carrera de Medicina. Tiene doble nacionalidad, es israelí y estadounidense, y ha declarado que a pesar de que «amo verdaderamente a los Estados Unidos [...] mi corazón está en Jerusalén. Es allí en donde me siento en casa».

Natalie Portman, en el set de Free Zone, en el 2005.

Los primeros años la familia vivió en Washington D. C., ciudad en la que Portman asistió al Charles E. Smith Jewish Day School. Sin embargo en 1988 se trasladaron a Connecticut y en 1990 se establecieron en Long Island, Nueva York. La actriz aprendió hebreo e inglés y estudió en una escuela primaria judía llamada Solomon Schechter Day School en Glen Cove, Nueva York. Recibió su educación secundaria en el Syosset High School en Syosset, Long Island y se graduó en 1999. De hecho, no pudo asistir al estreno de Star Wars: Episodio I en Estados Unidos porque tenía que estudiar para los exámenes finales.

### Carrera universitaria
Portman, además de actriz, también destacó como psicóloga.
El 5 de junio de 2003 Portman se graduó en la Universidad de Harvard  en Psicología. En una entrevista publicada en el periódico New York Post declaró «No me importa si la universidad arruina mi carrera», y de acuerdo con un artículo de Fox News la actriz dijo «Prefiero ser inteligente que una estrella de cine». En Harvard fue la ayudante de investigación de Alan Dershowitz en el laboratorio de psicología. Durante sus años de estudio vivió en la residencia de estudiantes Lowell House y escribió una carta al periódico estudiantil The Harvard Crimson en respuesta a un ensayo que criticaba las acciones de los israelíes hacia los palestinos.
En 2004 cursó un postgrado en la Universidad Hebrea de Jerusalén. En marzo de 2006 fue invitada como conferenciante a un curso sobre el terrorismo y el contraterrorismo en la Universidad de Columbia, y la actriz habló sobre la película V de Vendetta.
Desde su infancia demostró interés en aprender otros idiomas y ha estudiado francés, japonés, alemán, hebreo y árabe. Durante su época de estudiante fue coautora de dos ensayos de investigación publicados en revistas científicas. En 1998, un artículo suyo —titulado «A Simple Method to Demonstrate the Enzymatic Production of Hydrogen from Sugar» (Un método sencillo para demostrar la producción enzimática de hidrógeno desde azúcar)— participó en un concurso de ciencias en el que fue seleccionado como semifinalista. En 2002, durante sus años en Harvard, contribuyó en un estudio de la memoria llamado «Activación del lóbulo frontal durante la permanencia de los objetos».
En mayo de 2015 la actriz pronunció en la universidad estadounidense de Harvard un emotivo discurso dirigido a los recién graduados, en el que les animó a asumir su propia inexperiencia, inseguridades e ignorancias para correr riesgos y lograr objetivos inimaginables para ellos.

## Carrera artística

### Inicios

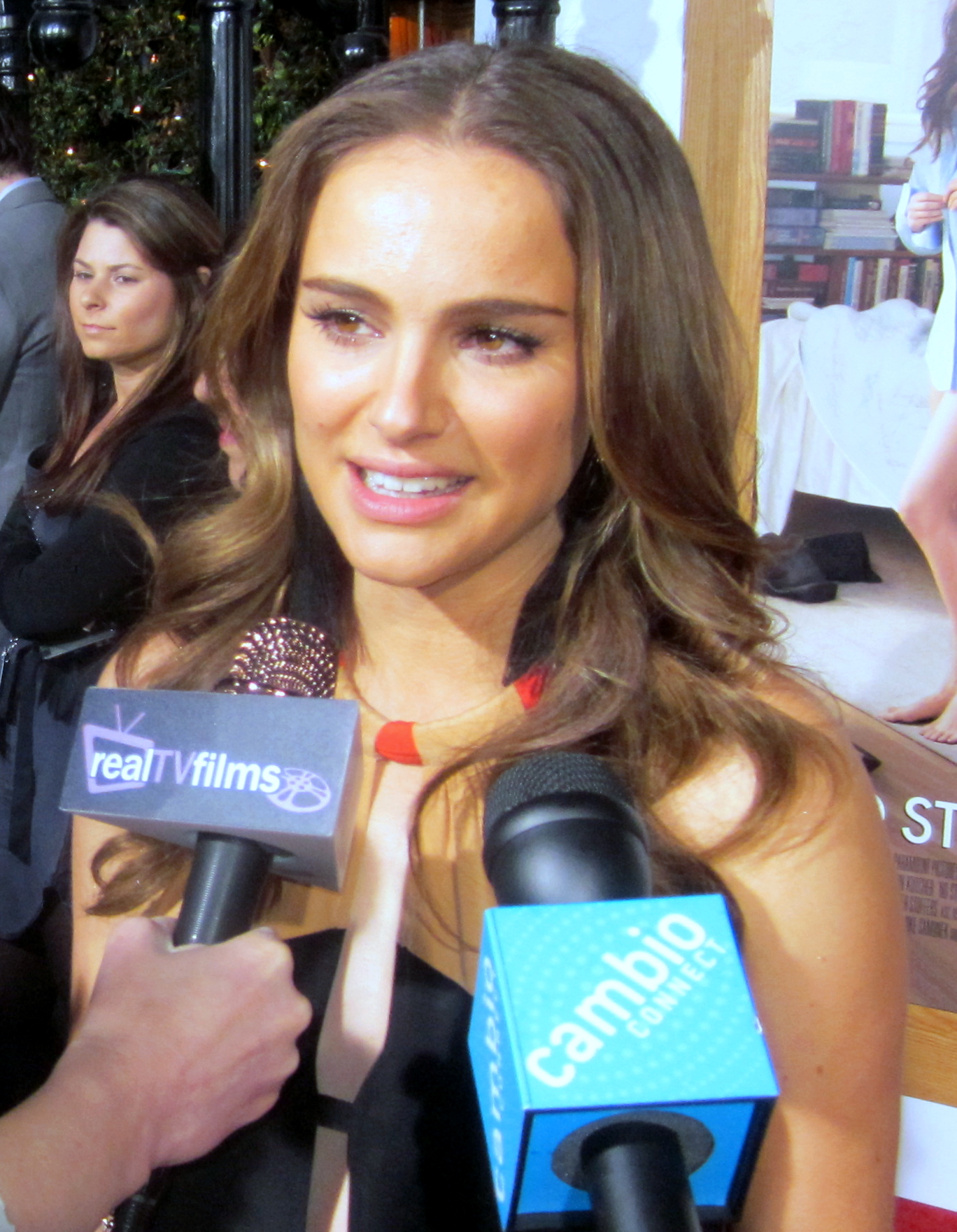
Natalie en la premier de la película No Strings Attached en 2011.

A la edad de cuatro años su madre la inscribió en clases de baile y desde entonces participó en pequeñas obras dirigidas por las compañías de danza locales. Una agencia de modelaje visitó su escuela de danza en busca de modelos para un catálogo y la seleccionaron para una sesión fotográfica. Las imágenes llamaron la atención de la agencia Wilhelmina Models, con la que posteriormente firmó un contrato. Cuando tenía diez años de edad un agente de modelos de Revlon la vio en una pizzería y le ofreció trabajo como modelo, pero rechazó la oferta porque quería enfocarse en la actuación. En una entrevista dijo «[...] que era distinta al resto de niños. Era más ambiciosa, sabía lo que me gustaba y lo que quería, y me esforcé mucho». Para favorecer su carrera cinematográfica, a los doce años, sus padres le cambiaron su apellido por otro más fácil y comercial, el de su abuela materna.
Durante las vacaciones escolares Portman asistió a campamentos de teatro danza. A los diez años participó en la audición del musical Ruthless!, el cual trata sobre una niña que comete un asesinato con el fin de obtener el papel protagónico en una obra de teatro escolar. Tras la audición fue seleccionada como actriz sustituta junto a la cantante Britney Spears para el papel de Tina Denmark, el cual fue interpretado por Laura Bell Bundy. Su debut cinematográfico fue a los 13 años en Léon, película de Luc Besson estrenada en 1994. Sus padres obligaron a suprimir una escena de esa película en la que debía aparecer desnuda y a rectificar el guion en los pasajes en que la niña se mostraba fascinada por la violencia. Rodó sus escenas durante las vacaciones de verano de 1993. Esta exigencia ha mantenido en posteriores películas, lo que le permitió culminar su carrera de psicología.

### 1995-1999
En los años siguientes Portman intervino en Beautiful Girls (1995), de Ted Demme; en Heat (1995), en la que actuó con Al Pacino; en Mars Attacks (1996), de Tim Burton, protagonizada por Jack Nicholson y Glenn Close, y en Todos dicen I Love You (1996), de Woody Allen. Esta última resultó ser una experiencia dura para una actriz juvenil, ya que Allen prefiere no dar instrucciones precisas a sus actores y obtener registros de improvisación.

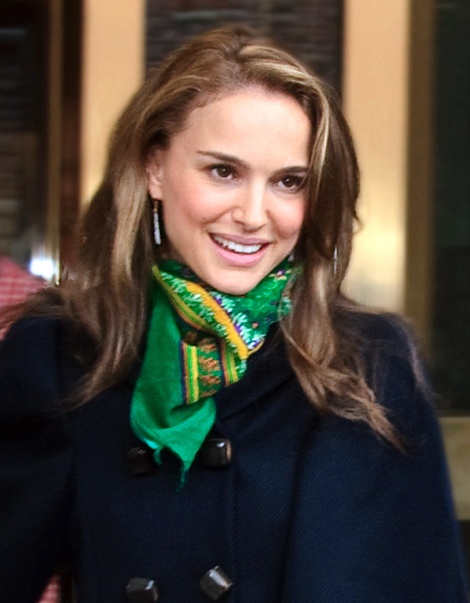
Natalie Portman, en el Festival Internacional de Cine de Toronto, en el 2009.

En 1996 tuvo que abandonar su intervención en Romeo y Julieta, de Baz Luhrmann, debido a la diferencia de edad entre ella y Leonardo DiCaprio. Por otra parte, rechazó ofertas de trabajo en Lolita, de Adrian Lyne, debido a su alto contenido sexual, y en La tormenta de hielo (1997), de Ang Lee, debido a que su personaje era demasiado siniestro. En Anywhere But Here (1999), de Wayne Wang, también obligó a eliminar las escenas en las que debía aparecer desnuda. Los productores quisieron sustituirla, pero Susan Sarandon, protagonista de la película, se negó a ello. Portman fue nominada a un Globo de Oro como mejor actriz de reparto, que se llevó Angelina Jolie.
En 1997 dio vida a la niña Ana Frank en la adaptación teatral de El diario de Ana Frank, que se montó sobre los escenarios de Broadway.
A los 18 años se independizó de su familia y de sus asesores. La fuerza del amor (1999), de Matt Williams, fue el primer trabajo que realizó sin sus padres y el primero en que hizo una escena de amor. Interpretó también por primera vez el papel de madre. Fue criticada por su fallido intento de imitar un acento sureño.

### 2000-2005
Portman actuó en los tres primeros episodios de Star Wars, de George Lucas. Fue contratada en 1997 para estas tres películas. Rodó el primer episodio a los 16 años durante el verano de 1997; el segundo, a los 19 años, durante el verano del 2000 en Australia; Túnez, España e Italia y marzo de 2001 en Londres, y el tercero a los 22 años en los estudios de Fox en Australia desde el 30 de junio hasta septiembre de 2003. Su papel en esta nueva trilogía fue el de la reina y después senadora Padmé Amidala, esposa (secreta) de Anakin Skywalker y madre de Luke y Leia.
En 2003, inmersa en la finalización de sus estudios superiores de psicología, participa en Cold Mountain, de Anthony Minghella, con un pequeño papel de mujer abandonada con un hijo pequeño.
Pero tenía que llegar 2004 para que Portman lanzase su carrera definitivamente hacia papeles más serios y adultos. En el verano llegó Algo en común, un inesperado éxito de público y crítica en Estados Unidos, con la que demostró que podía participar en películas independientes. Aunque tendría que esperar a finales de año, con el estreno de Closer de Mike Nichols, para su confirmación como estrella y gran actriz. Gracias a esta película en que realiza escenas de una bailarina nudista del caño con escenas de alta sugestividad sexual, consigue un Globo de Oro a la Mejor Actriz Secundaria por su papel de Alice. No sería esta la última buena noticia, ya que también fue nominada a los Óscar por este mismo papel en la categoría de Actriz Secundaria, aunque esta vez no se llevaría la estatuilla.
En el 2005 apareció en la película independiente Free Zone de Amos Gitai y en la superproducción V de Vendetta de James McTeigue, en donde interpretó a Evey Hammond. Para la película Portman se rapó totalmente la cabeza.

### 2006-2009

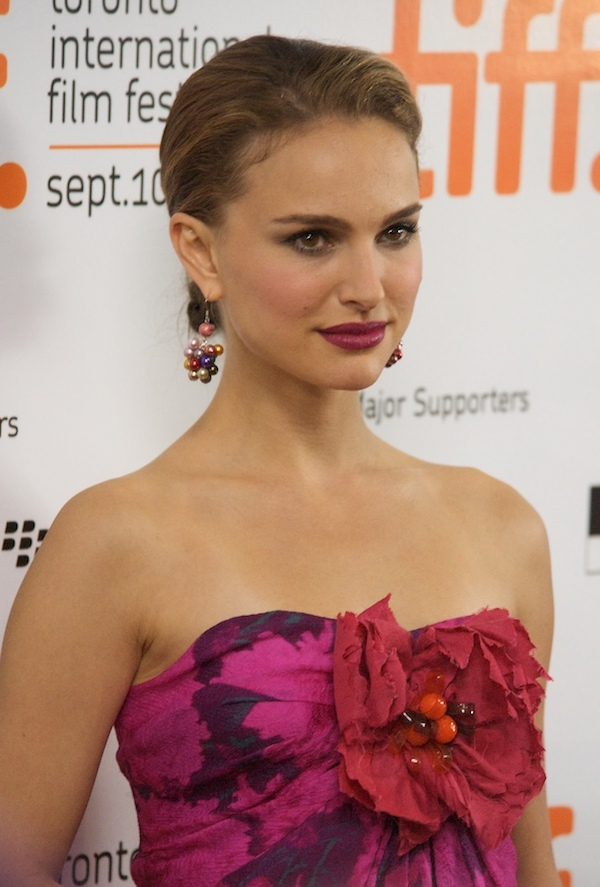
Portman en la gala de estreno de Love and Other Impossible Pursuits en el Festival Internacional de Cine de Toronto 2009.

En 2006 graba en España Los fantasmas de Goya, de Miloš Forman, junto a Javier Bardem y Stellan Skarsgard, interpretando a la musa del pintor Goya. Los escenarios son variados, destacando los exteriores rodados en el parque de El Retiro de Madrid, así como en el palacio del Infante don Luis (Boadilla del Monte).
La actriz ha estado varias veces en España. Rodó una escena en la plaza de España de Sevilla, en Star Wars: Episodio II - El ataque de los clones, y recientemente para rodar Los fantasmas de Goya ha estado en Madrid y Salamanca.
En 2007 trabajó en la primera película con producción norteamericana del aclamado director asiático Wong Kar Wai, creador del filme 2046 (ganador del premio a la mejor película europea). Se trató de My Blueberry Nights, que incluyó a un enorme reparto: además de la propia Portman, la ganadora del Óscar Rachel Weisz (El jardinero fiel), Jude Law (Closer), Ed Harris (Las horas) y la sorpresa del reparto: la cantante Norah Jones, quien ya había participado representándose a sí misma.
A continuación rodó la película del debutante Justin Chadwick que lleva por título Las hermanas Bolena, acerca de las hermanas Ana y María Bolena, las cuales se enfrentaron por el amor del rey Enrique VIII. El gran aliciente del filme es que las hermanas fueron interpretadas por Portman y Scarlett Johansson, respectivamente. Enrique VIII fue interpretado por Eric Bana. Tras haber rechazado anteriormente papeles con escenas de desnudo, en el año 2007 ha realizado un corto de 12 minutos, Hotel Chevalier, dirigido por Wes Anderson, en el que aparece totalmente desnuda. El filme, que fue colgado en la red, precedió en los cines al largometraje de Anderson, Viaje a Darjeeling. También debutó como directora con el corto-comedia Eve en el Mostra de Venecia en el 2008.
En 2008, participó en la serie documental de la cadena de televisión Animal Planet titulada Gorilas de Ruanda donde, junto con especialistas, veterinarios y exploradores, viajó a dicho país para estudiar la situación ecológica y ambiental de dichos animales, en alerta por su vulnerabilidad (en vías de llegar al peligro de extinción). Participó también en las películas París, te amo y Nueva York, te amo. En esta última actuó en uno de los segmentos y dirigió otro.

### 2010 a la fecha

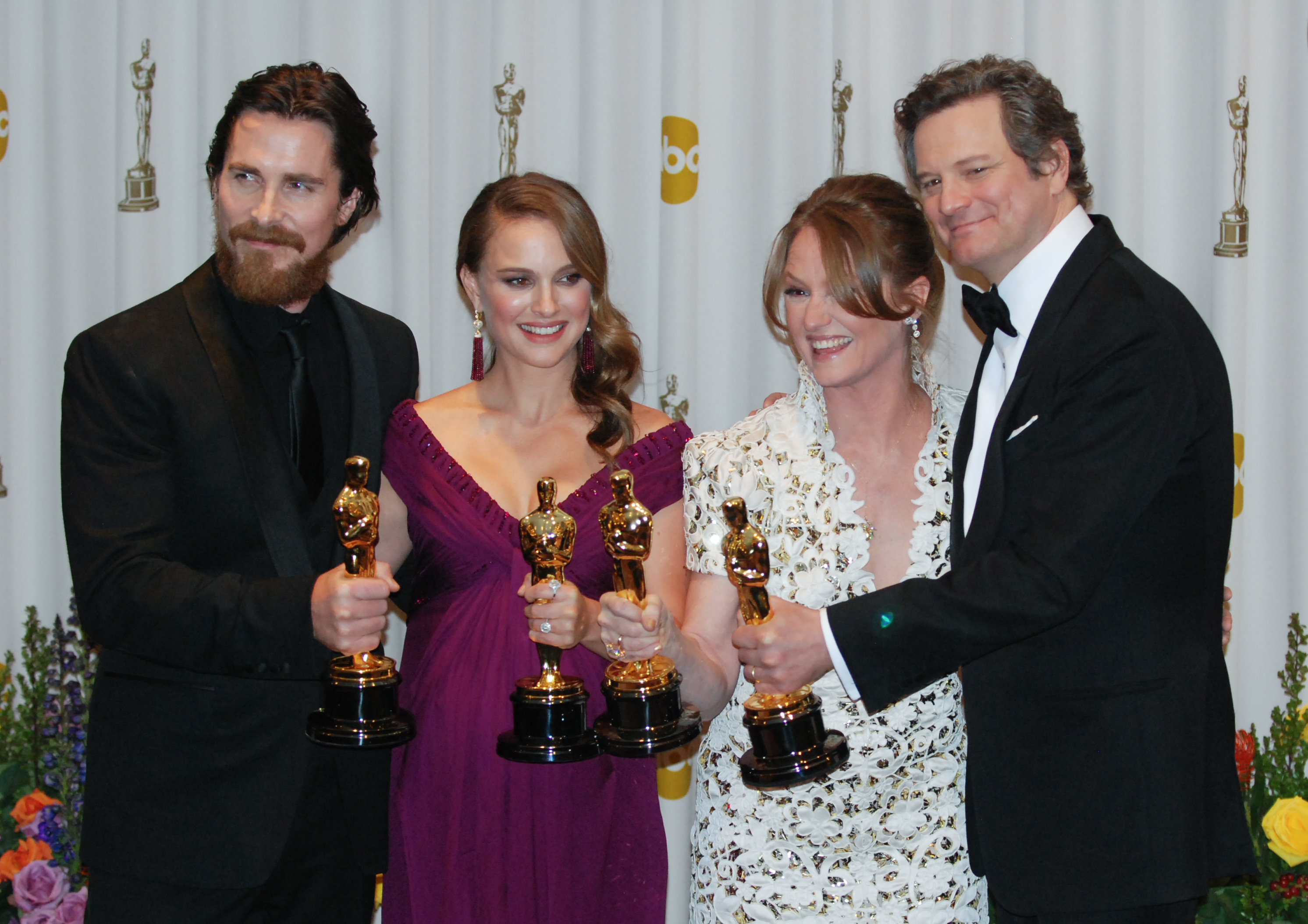
Christian Bale con Natalie Portman, Melissa Leo y Colin Firth en la entrega de los Óscar de 2011.

La actriz presentó en el Festival de Venecia 2010 la película El cisne negro de Darren Aronofsky, drama ambientado en el mundo del ballet, arte que Portman había practicado en la niñez y que retomó para el filme. Por su actuación obtuvo un Globo de Oro, un premio SAG y además, el Óscar como Mejor Actriz por su interpretación en dicho filme. Este triunfo se vio envuelto en cierta polémica cuando Sarah Lane, la bailarina que ejerció como doble de cuerpo de Portman, restó importancia al trabajo de la actriz afirmando que tan solo el 5 % de las escenas de baile eran de Natalie: «es imposible que en un año se aprenda lo que yo hice durante veintiuno». El director Aronofsky replicó: «Hay 139 tomas de baile en la película. 111 son solo de Natalie Portman. 28 son su doble de baile Sarah Lane. Si haces un cálculo, [el 80%] es Natalie Portman». El director también indicó que en contadas ocasiones las escenas que se grabaron con Lane duran más de un segundo y que solo hay dos escenas largas donde se tuvo que reemplazar su rostro debido a la complejidad de la rutina. Aun así dijo que fijándose solo en la duración de la cinta «[...] más del 90 % del tiempo sería Natalie Portman».
En 2011 interpretó el papel de Jane Foster en la adaptación de la película de superhéroes Thor y repitió el papel en Thor: The Dark World. En abril de 2012, Natalie protagonizó el video musical de Paul McCartney, «My Valentine».
En 2016 Portman interpretó el papel principal en Jackie del director chileno Pablo Larrain, un drama biográfico sobre la primera dama estadounidense de los años 60 Jacqueline Kennedy, tras la muerte de su marido, el presidente John F. Kennedy.
La actuación le valió nominaciones a un Premio SAG, un Premio de la Academia, el Globo de Oro y el Premio BAFTA a la Mejor Actriz.
En 2018, Portman protagonizó la película de ciencia ficción Aniquilación, como bióloga y exsoldado.
En 2024 acudió a la ceremonia del Balón de Oro, celebrada en París, donde entregó el Balón de Oro Femenino a la futbolista española Aitana Bonmatí.

## Vida privada
Portman es judía no religiosa, vegana por propia iniciativa desde los seis años. Habla hebreo, inglés y, aunque no los domina, ha tomado clases de francés, japonés, alemán, español, latín, ruso, italiano, chino mandarín, tailandés, danés, noruego y griego.

Entre sus parejas conocidas se encontraron los actores Lukas Haas, Jake Gyllenhaal, Gael García Bernal, Liron Levo, el modelo Nathan Bogle, y el cantante Devendra Banhart. Este último la invitó a participar en el vídeo musical de su canción «Carmensita». En diciembre de 2010 la revista People anunció que Portman estaba comprometida con el coreógrafo Benjamin Millepied, a quien conoció mientras trabajaba en la película Black Swan, y en espera de su primer hijo. Portman dio a luz a su hijo Aleph Portman Millepied el 14 de junio de 2011.

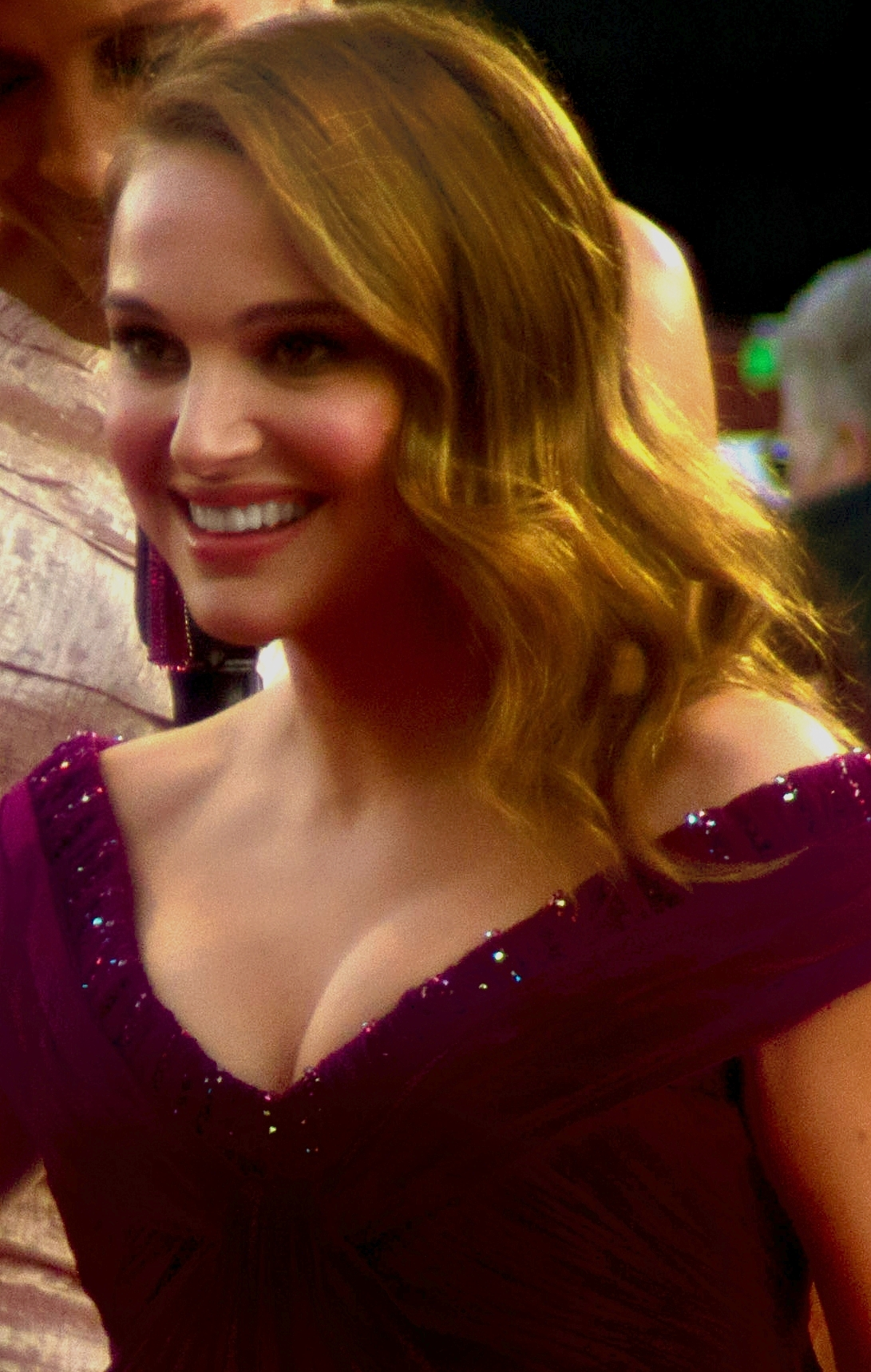
Portman en los 83 Premios de la Academia en 2011.

Portman y Millepied se casaron el día 4 de agosto de 2012 en una ceremonia judía cerca de Cadaqués, al noreste España. El 9 de septiembre de 2016 se da a conocer que el matrimonio espera su segundo hijo para 2017. El matrimonio tuvo su segundo hijo, una niña llamada Amalia Portman Millepied el 22 de febrero de 2017. En 2023, tras once años de matrimonio, la pareja anunció su divorcio.
Posee uno de los CI más elevados de la esfera hollywoodiense, con un cociente intelectual aproximado de 150. Posee una elevada capacidad para el análisis científico y matemático, así como memoria eidética.

## Obras de caridad
Portman ha prestado su ayuda a numerosas causas humanitarias y medioambientales, entre las que destacan: su apoyo a FINCA como Ambasador of Hope, el Programa de Escolarización Tacare Girl o el Instituto Jane Goodall, una organización sin ánimo de lucro dedicada a investigar la vida salvaje en Tanzania.

## Filmografía

### Largometrajes
| Año  | Título                                            | Personaje                 |
| ---- | ------------------------------------------------- | ------------------------- |
| 1994 | Léon (El profesional)                             | Mathilda Lando            |
| 1995 | Heat                                              | Lauren Gustafson          |
| 1996 | Mars Attacks!                                     | Taffy Dale                |
| 1996 | Todos dicen I Love You                            | Laura Dandridge           |
| 1996 | Beautiful Girls                                   | Marty                     |
| 1999 | Cambio de vida                                    | Ann August                |
| 1999 | Star Wars: Episodio I - La amenaza fantasma       | Padmé Amidala             |
| 2000 | La fuerza del amor                                | Novalee Nation            |
| 2001 | Zoolander                                         | Ella misma                |
| 2002 | Star Wars: Episodio II - El ataque de los clones  | Padmé Amidala             |
| 2003 | Cold Mountain                                     | Sara                      |
| 2004 | Closer - Llevados por el deseo                    | Alice Ayres/Jane Jones    |
| 2004 | Garden State                                      | Samantha                  |
| 2005 | Free Zone                                         | Rebecca                   |
| 2005 | Star Wars: Episodio III - La venganza de los Sith | Padmé Amidala             |
| 2005 | V for Vendetta                                    | Evey Hammond              |
| 2006 | Los fantasmas de Goya                             | Inés Bilbatúa/Alicia      |
| 2006 | Paris, je t'aime                                  | Francine                  |
| 2007 | Mr. Magorium's Wonder Emporium                    | Molly Mahoney             |
| 2007 | Viaje a Darjeeling                                | Exnovia de Jack           |
| 2007 | My Blueberry Nights                               | Leslie                    |
| 2008 | The Other Boleyn Girl                             | Ana Bolena                |
| 2009 | Brothers                                          | Grace Cahill              |
| 2009 | Un amor equivocado                                | Emilia Greenleaf          |
| 2009 | New York, I Love You                              | Rifka                     |
| 2010 | Black Swan                                        | Nina Sayers               |
| 2010 | I'm Still Here                                    | Natalie Portman           |
| 2011 | Your Highness                                     | Isabel                    |
| 2011 | No Strings Attached                               | Emma Kurtzman             |
| 2011 | Hesher                                            | Nicole                    |
| 2011 | Thor                                              | Jane Foster               |
| 2012 | The Avengers                                      | Jane Foster               |
| 2013 | Thor: The Dark World                              | Jane Foster               |
| 2014 | The heyday of the insensitive bastards            | Laura                     |
| 2015 | A Tale of Love and Darkness                       | Fania Oz                  |
| 2015 | Knight of Cups                                    | Elizabeth                 |
| 2016 | Jackie                                            | Jacqueline Kennedy        |
| 2016 | Jane Got a Gun                                    | Jane Hammond              |
| 2017 | Planetarium                                       | Laura Barlow              |
| 2017 | Song to Song                                      | Rhonda                    |
| 2018 | The Death and Life of John F. Donovan             | Sam Turner                |
| 2018 | Aniquilación                                      | Lena                      |
| 2018 | Vox Lux                                           | Celeste                   |
| 2019 | Lucy in the Sky                                   | Lucy Cola                 |
| 2019 | Avengers: Endgame                                 | Jane Foster               |
| 2022 | Thor: Love and Thunder                            | Jane Foster / Mighty Thor |
| 2023 | May December                                      | Elizabeth Berry           |
|      | Fountain of Youth                                 |                           |

### Cortometrajes
| Año  | Título              | Personaje     | Notas                                         |
| ---- | ------------------- | ------------- | --------------------------------------------- |
| 1994 | Developing          | Nina          | Cortometraje                                  |
| 2004 | True                | Francine      | Corto incluido en la película Paris je t'aime |
| 2007 | Hotel Chevalier     | Novia de Jack | Corto previo a Viaje a Darjeeling             |
| 2013 | Illusions & Mirrors | Protagonista  | Cortometraje                                  |

### Series
| Año  | Título                   | Personaje                        | Notas                            |
| ---- | ------------------------ | -------------------------------- | -------------------------------- |
| 2003 | Sesame Street            | Ella misma                       | Episodio # 34.11                 |
| 2004 | Sesame Street            | Ella misma                       | Episodio # 35.4                  |
| 2005 | Domino One               | Dominique Bellamy                | No estrenada mundialmente        |
| 2007 | Los Simpson              | Darcy                            | Episodio «Little Big Girl»       |
| 2013 | South Park               | Ella misma                       | «A History Channel Thanksgiving» |
| 2018 | Arrecifes De Delfines    | Narradora                        |                                  |
| 2021 | What If                  | Jane Foster                      |                                  |
| 2021 | Bluey                    | Narradora documental de ballenas | Episodio «Whale Watching»        |
| 2023 | Secrets of the Elephants | Narradora documental             | 4 episodios                      |
| 2023 | Angel City               | ella misma                       |                                  |
| 2024 | Lady in the Lake         | Maddie Schwartz                  | Miniserie                        |

### Cómo directora y productora
| Año  | Película                        | Notas                             |
| ---- | ------------------------------- | --------------------------------- |
| 2008 | New York, te amo                | Directora (fragmento) y escritora |
| 2008 | Eve (Corto)                     | Directora y escritora             |
| 2010 | Hesher                          | Productora                        |
| 2011 | No Strings Attached             | Productora                        |
| 2015 | Un historia de amor y oscuridad | Directora                         |
| 2015 | The Seventh Fire                | Productora                        |
| 2016 | Orgullo y prejuicio y zombis    | Productora                        |

### Teatro
| Año  | Obra                   | Personaje    |
| ---- | ---------------------- | ------------ |
| 1992 | Ruthless!              | Tina Denmark |
| 1997 | El diario de Ana Frank | Ana Frank    |
| 2001 | La gaviota             | Nina         |

### Videos musicales
| Año  | Canción       | Artista        |
| ---- | ------------- | -------------- |
| 2009 | Dance Tonight | Paul McCartney |
| 2012 | My Valentine  | Paul McCartney |

## Premios

### Óscar
| Año  | Categoría               | Película    | Resultado |
| ---- | ----------------------- | ----------- | --------- |
| 2005 | Mejor actriz de reparto | Closer      | Nominada  |
| 2011 | Mejor actriz            | Cisne negro | Ganadora  |
| 2017 | Mejor actriz            | Jackie      | Nominada  |

### Globos de Oro
| Año  | Categoría               | Película          | Resultado |
| ---- | ----------------------- | ----------------- | --------- |
| 1999 | Mejor actriz de reparto | Cambio de vida    | Nominada  |
| 2004 | Mejor actriz de reparto | Closer (película) | Ganadora  |
| 2010 | Mejor actriz - Drama    | Cisne negro       | Ganadora  |
| 2016 | Mejor actriz - Drama    | Jackie            | Nominada  |

### Sindicato de Actores
| Año  | Categoría     | Película    | Resultado |
| ---- | ------------- | ----------- | --------- |
| 2010 | Mejor reparto | Cisne negro | Nominada  |
| 2010 | Mejor actriz  | Cisne negro | Ganadora  |
| 2016 | Mejor actriz  | Jackie      | Nominada  |

### BAFTA
| Año  | Categoría               | Película          | Resultado |
| ---- | ----------------------- | ----------------- | --------- |
| 2004 | Mejor actriz de reparto | Closer (película) | Nominada  |
| 2010 | Mejor actriz            | Cisne negro       | Ganadora  |
| 2016 | Mejor actriz            | Jackie            | Nominada  |

### Crítica Cinematográfica
| Año  | Categoría               | Película          | Resultado |
| ---- | ----------------------- | ----------------- | --------- |
| 2004 | Mejor reparto           | Closer (película) | Nominada  |
| 2004 | Mejor actriz de reparto | Closer (película) | Nominada  |
| 2010 | Mejor actriz            | Cisne negro       | Ganadora  |
| 2016 | Mejor actriz            | Jackie            | Ganadora  |

### Independent Spirit
| Año  | Categoría    | Película    | Resultado |
| ---- | ------------ | ----------- | --------- |
| 2010 | Mejor actriz | Cisne negro | Ganadora  |
| 2016 | Mejor actriz | Jackie      | Nominada  |

### Satellite
| Año  | Categoría    | Película       | Resultado |
| ---- | ------------ | -------------- | --------- |
| 2010 | Mejor actriz | El cisne negro | Nominada  |
| 2016 | Mejor actriz | Jackie         | Nominada  |